# التائهون (فلم)
التائهون فيلم دراما مغربي من إخراج سعيد خلاف سنة 2019، وبطولة كل من عبد النبي البنيوي، نسرين الراضي، عبد السلام البوحسيني، رانيا التاقي، فاتي جمالي، وآخرين.

## القصة
يحكي الفيلم قصة الشاب مراد الذي ينحدر من أسرة غنية، ويتعرض لحادثة سير خطيرة، ستُغير منظوره للحياة، ويبدأ في رحلة بحث عن فتاة ليل، سبق أن طردها من قبل بعدما علم بأنها حامل منه، ليدخل في صراع، من جهة، مع عائلته لتقبل هذا الأمر، ومن جهة أخزى، مع غزلان التي لا تفهم تصرفاته.